# Primovula santacarolinensis
Primovula santacarolinensis là một loài ốc biển, động vật thân mềm chân bụng sống ở biển thuộc họ Ovulidae.